# Velike Dole pri Temenici
Velike Dole pri Temenici – wieś w Słowenii, w gminie Ivančna Gorica. W 2018 roku liczyła 33 mieszkańców.